# Kamāmalu
Titre
Reine consort d'Hawaï
8 mai 1819 – 8 juillet 1824
(5 ans et 2 mois)
Kamāmalu, née en 1802 à Kawaihae (Hawaï) et morte le 8 juillet 1824 à Londres (Royaume-Uni), est un membre de la famille royale hawaïenne en tant que fille du roi Kamehameha Ier, fondateur de la monarchie, et de son épouse Kalākua Kaheiheimālie. Mariée avec son demi-frère le roi Kamehameha II, elle est reine consort d'Hawaï de 1819 à sa mort en 1824.  
Kamāmalu était l'abréviation de Kamehamalu ou Kamehamehamalu signifiant «l'ombre du solitaire», honorant son père, «le solitaire». Elle ne doit pas être confondue avec sa nièce, la princesse Victoria Kamāmalu. 

## Biographie

### Famille
Kamāmalu était la fille aînée de la reine Kalākua Kaheiheimālie et du roi Kamehameha. À sa naissance, elle a été appelée Kekūāiwa. Selon John Papa ʻĪʻī, elle était fiancée à son demi-frère le futur roi Kamehameha II dès sa naissance et ils se sont mariés quand elle avait douze ans et lui dix-huit ans. 
Kamāmalu a une sœur cadette, Kinau, ainsi que plusieurs demi-frères et sœurs dont Kekauluohi, Kamehameha II, Kamehameha III et Nāhiʻenaʻena.

### Reine

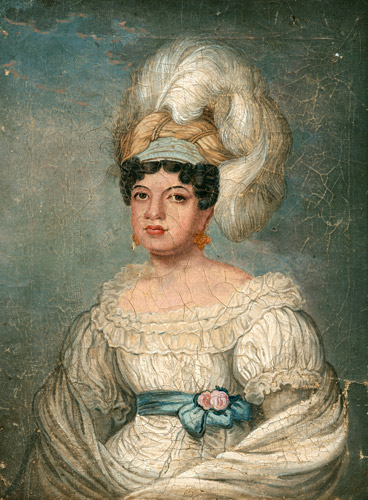
Portrait de la reine peint par John Hayter.

Après la mort de son père en 1819, son demi-frère et époux accède au trône. Elle devient alors reine consort d'Hawaï. Contrairement aux femmes du roi Kamehameha Ier, Kamāmalu demeure la seule reine en raison du fait qu'elle est l'épouse unique de Kamehameha II, alors que son père pratiquait activement la polygamie.
Mais malgré ce statut de seule reine, Kamāmalu doit supporter la présence à la cour des veuves de son père, les reines douairières, dont sa propre mère, Kalākua, fait partie. Tout de fois, elle développe des liens cordiaux avec certaines d'entre elles en particulier sa belle-mère, la reine-mère Keōpūolani. 
La reine Kamāmalu avait un tatouage appliqué sur sa langue pour exprimer son profond chagrin lorsque sa belle-mère, Keōpūolani, mourut en 1823. Le missionnaire William Ellis regarda la procession funéraire de la reine-mère, commentant à la reine qu'elle devait subir une grande douleur. La reine répondit : "He eha nui non, il nui roa ra ku'u aroha." (Une grande douleur en effet, plus grande est mon affection.). 

### Voyage et mort
En 1823, le roi et la reine embarquent pour un voyage diplomatique à destination de Londres à la suite d'une invitation du roi George IV. Le couple royal fit escale à Rio de Janeiro au Brésil où il rencontra l'empereur Pierre Ier. L'empereur donna à la reine une bague en diamant et en retour, Kamāmalu offrit un collier de plumes jaunes. 
Ils arrivèrent le 17 mai 1824 à Portsmouth et le lendemain s'installèrent à l'hôtel Caledonian à Londres. Le 28 mai, une réception avec 200 invités, dont plusieurs ducs, a eu lieu en leur honneur. Ils visitèrent Londres ainsi que l'abbaye de Westminster. Ensuite, ils assistèrent à une séance d'opéra et au ballet au Royal Opera Houseà Covent Garden le 31 mai et au Theatre Royal de Drury Lane le 4 juin au Royal Box.
Le roi George IV a finalement programmé une réunion pour le 21 juin, mais elle a dû être retardée car la reine Kamāmalu est tombé malade. Le corps diplomatique hawaïen avait attrapé la rougeole, contre laquelle ils n'avaient aucune immunité. Ils ont probablement contracté la maladie lors de leur visite du 5 juin à l'asile militaire royal (maintenant l'école militaire royale du duc d'York). Kamāmalu mourut le 8 juillet 1824 à Londres à l'âge de 22 ans. Mort sans enfant, Kamāmalu est rapidement rejointe par son époux, Kamehameha II qui meurt le 14 juillet suivant. 
Les corps sont rapatriés à Hawaï le 6 mai 1825 et inhumés au Mausolée royal.